# Paraplectana
Paraplectana es el único género de arañas araneomorfas de la familia Paraplectanoididae. Se encuentra en la ecozona afrotropical y Sudeste de Asia.

## Lista de especies
Según The World Spider Catalog 12.0:
- Paraplectana coccinella (Thorell, 1890)
- Paraplectana duodecimmaculata Simon, 1897
- Paraplectana hemisphaerica (C. L. Koch, 1844)
- Paraplectana japonica Bösenberg & Strand, 1906
- Paraplectana kittenbergeri Caporiacco, 1947
- Paraplectana multimaculata Thorell, 1899
- Paraplectana sakaguchii Uyemura, 1938
- Paraplectana thorntoni (Blackwall, 1865)
- Paraplectana tsushimensis Yamaguchi, 1960
- Paraplectana walleri (Blackwall, 1865)